# Diaspis toumeyi
Diaspis toumeyi är en insektsart som beskrevs av Cockerell 1895. Diaspis toumeyi ingår i släktet Diaspis och familjen pansarsköldlöss. Inga underarter finns listade i Catalogue of Life.